# Sérvio Sulpício Rufo
Sérvio Sulpício Rufo (106–43 a.C.; em latim: Servius Sulpicius Rufus) foi um político da gente Sulpícia da República Romana eleito cônsul em 51 a.C. com Marco Cláudio Marcelo. Reconhecido como jurista, era amigo e correspondente de Cícero e de Trebácio, com quem estudou retórica. Pertencia originalmente à tribo rural dos "Lemônios".

## Biografia

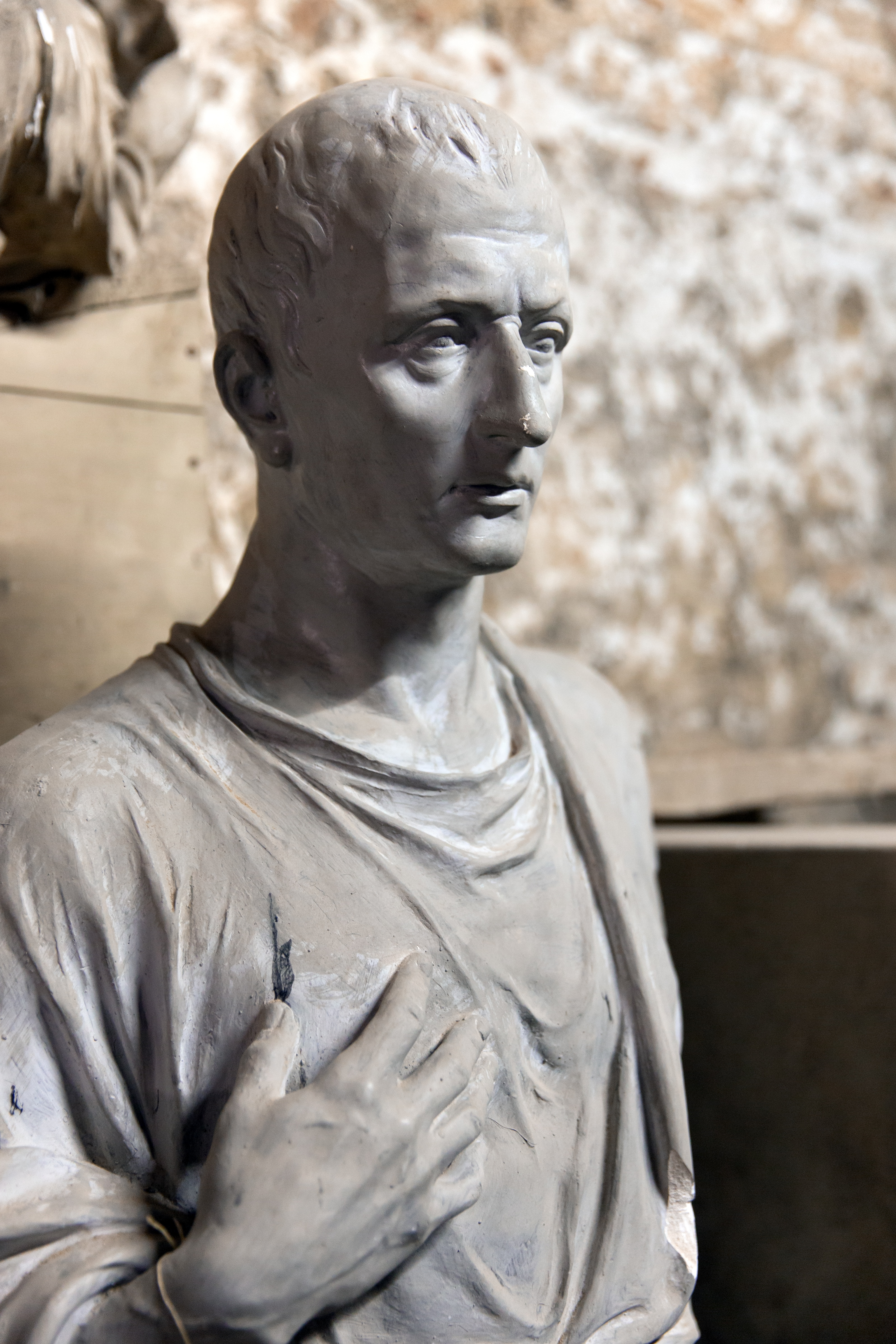
Cícero, mentor, correspondente e amigo de Sulpício Rufo.

Rufo era um patrício filho de um equestre chamado "Quinto". Estudou dialética e retórica com Cícero, a quem acompanhou em sua viagem até Rodes em 78 a.C., e com Apolônio Molão, de Rodes, e iniciou sua carreira como orador no Fórum Romano. Sabendo que jamais poderia rivalizar com seu mestre, abandonou a retórica pelo direito e a política. Na jurisprudência, ultrapassou seus mestres, Lúcio Balbo e Aquílio Galo.
Sérvio foi sucessivamente questor em Óstia (74 a.C.), edil curul (69 a.C.) e pretor (65 a.C.). Em 63 a.C., foi candidato ao consulado, mas foi derrotado por Lúcio Licínio Murena (cônsul em 62 a.C.), a quem depois acusou de suborno e que foi defendido por Cícero, Quinto Hortênsio Hórtalo e Marco Licínio Crasso, grandes oradores da época. Em 52 a.C., foi interrex e nomeou Pompeu Magno como cônsul único. No final do mesmo ano, concorreu e venceu as eleições para o consulado no ano seguinte juntamente com Marco Cláudio Marcelo, derrotando inclusive Catão, o Jovem.
Durante a guerra civil entre César e Pompeu, depois de muitas dúvidas, Sulpício uniu seu destino ao de Júlio César, que o nomeou procônsul da Acaia em 46 a.C.; durante seu governo, Marcelo, seu antigo colega de consulado, foi assassinado em Pireu (perto de Atenas) e Sérvio sepultou seu corpo no ginásio da Academia de Atenas e mandou construir um monumento de mármore em sua memória.
Morreu em 43 a.C. enquanto estava, juntamente com Lúcio Márcio Filipo e Lúcio Calpúrnio Pisão Cesonino, em uma missão do Senado que foi enviada até Marco Antônio, que estava acampado em Mutina, onde ele estava sitiando Décimo Júnio Bruto Albino. Foi-lhe celebrado um funeral público e uma estátua sua foi colocada na Rostra, a tribuna dos oradores no Fórum. Estava casado com uma mulher chamada Postúmia e deixou um filho homônimo.

## Jurista
Foi um jurista de grande renome na época republicana a quem Cícero dedicou diversos elogios, considerando-o como o primeiro a levar a jurisprudência à categoria de ciência. Rufo foi citado profusamente na época clássica por Gaio e outros. Em sua época, uma outra grande figura do direito foi Quinto Múcio Cévola, filho Públio Múcio Cévola, que era contrário à escola jurídico de Sulpício Rufo, que criou ao seu redor a chamada Escola Serviniana, que superou à de Múcio Cévola. Ela enfatizava a ajuda dos ouvintes e ajudantes ("auditores servii"") às respostas do jurista. Esta Escola enfatizava na assistência de ouvintes e auditores (auditores Servii) às respostas dadas pelo jurista.
Teve vários discípulos, entre eles Aufídio Manusa e Pacúvio Labeão, o pai de Labeão Ofílio, de ordem equestre e amigo de Júlio César, que comentou os éditos romanos em uma obra ainda mais extensa que a de seu mestre. De todos eles, destacava-se, como indica Vicente Arangio-Ruiz, Alfeno Varo, em cuja obra "Digesta" podem ser encontradas, consolidadas e sistematicamente ordenadas, um enorme número de respostas e decisões escolásticas (possivelmente a maioria do próprio Sérvio Rufo) das quais se conservam grandes fragmentos no "Digesto" e no "Corpus Iuris Civilis" do imperador Justiniano.

### Obra
São atribuídos cerca de cento e oitenta livros jurídicos a Rufo, mas se conhecem os títulos de apenas quatro, como "Críticas a Quinto Múcio Cévola" ("Reprehensa Scaevolae Capita ou Notata Mucii"). Não se conhece nenhum extrato direto das obras, apenas referências secundárias em obras de Cícero e Quintiliano.
Dois excelentes exemplos do estilo de Rufo aparecem nas cartas de Cícero. O famoso deles está numa carta de pêsames escrita por Rufo depois da morte de Túlia, a filha de Cícero, muito admirada posteriormente por estar repleta de sutis e melancólicas reflexões sobre a transitoriedade de todas as coisas. Lord Byron citou esta carta em sua obra "A Peregrinação de Childe Harold". Quintiliano cita três discursos ("oratio") de Sulpício Rufo utilizados corriqueiramente como material de estudo em retórica 150 anos depois de sua morte. Dois deles, "Contra Murena" e "Pro/Contra Aufidium", desapareceram completamente. Afirma-se ainda que ele tenha escrito poemas eróticos.
As principais características de seu estilo literário eram a lucidez, um conhecimento íntimo dos princípios do direito civil e natural e um poder sem precedentes de expressão nas questões jurídicas.